# Comuna Avratîn, Volociîsk
Avratîn (în ucraineană Авратин) este o comună în raionul Volociîsk, regiunea Hmelnîțkîi, Ucraina, formată din satele Avratîn (reședința), Palciînți și Zbrucivka.

## Demografie
Componența lingvistică a comunei Avratîn
     Ucraineană (98,83%)
     Rusă (1,17%)
Conform recensământului din 2001, majoritatea populației comunei Avratîn era vorbitoare de ucraineană (98,83%), existând în minoritate și vorbitori de rusă (1,17%).